# Juan Benet Goitia
Juan Benet Goitia (Madrid, 7 d'octubre de 1927 – 5 de gener de 1993) va ser un escriptor espanyol, considerat per alguns —Javier Marías entre ells— com el més influent de la segona meitat del segle XX a Espanya. Va exercir d'enginyer de camins i en literatura va practicar diversos gèneres: drama, assaig, conte i novel·la
Nasqué a Madrid, el més petit dels tres fills —després de Marisol i Paco- del matrimoni de l'advocat Tomás Benet Benet i Teresa Goitia Ajuria. El seu pare va morir afusellat a la zona republicana al començament de la guerra civil l'any 1936, fet que va provocar que la seva mare marxés amb els seus fills a Sant Sebastià, on tenia familiars, fins que l'any 1939 va tornar a la capital.
A Sant Sebastià, Benet ingressà al Col·legi Catòlic (marianistes d'Aldapeta) i a Madrid continuà els seus estudis al col·legi Nostra Senyora del Pilar, on acabà el batxillerat l'any 1944. Quatre anys més tard, ingressà a l'Escuela Superior de Caminos, Canales y Puertos.
L'any 1946 començà a freqüentar la tertúlia de Pío Baroja, un dels pocs escriptors espanyols que li agradava i al que va dedicar unes pàgines a Otoño en Madrid hacia 1950. Aquest mateix any descobrí a William Faulkner, qui, segons va reconèixer més tard, va ser el que el va portar a escriure. Durant els seus anys universitaris es convertí en assidu dels cafès Gambrinus i Gijón, on coneixerà el que serà gran amic, Luis Martín Santos, entre d'altres autors de l'època.
Viatjà per primera vegada a París l'any 1949, "a veure al seu germà que s'havia convertit en un exiliat, ja que havia estat «el cervell, organitzador i executor» de l'operació de fugida de Cuelgamuros de diversos antifranquistes". En aquella ocasió van fugir d'Espanya els intel·lectuals Manuel Lamana i Nicolás Sánchez Albornoz (en aquesta fugida es basa la pel·lícula  Los años bárbaros, de Fernando Colomo. El seu germà Paco era membre de la Federació Universitària Espanyola i va ser el que va idear la revista antifranquista Península.
Feu el servei militar l'any 1951 a Toledo, on va començar a estudiar anglès "perquè tenia molt de temps: em vaig portar una gramàtica, un diccionari i una novel·la". A l'any següent feu per primera i última vegada de banderiller a la Plaça de Braus de Calanda (Terol) en la quadrilla del matador Rafael Ortega.
L'any 1953 feu pràctiques d'enginyeria a Finlàndia i publicà, en la Revista Española, la seva primera obra de teatre, Max, on es començà a veure un estil literari singular allunyat dels corrents més actius de la literatura espanyola de l'època. De l'obra dirà el director Carlos Nuevo Ferrero que és "un sueño, una pesadilla. Es la proyección de todos los miedos, temores, condicionamientos, contradicciones, mezquindades, grandezas de todos los que de alguna forma aspiramos a realizar un trabajo artístico".
L'any següent acabà la carrera d'enginyeria i el 1955 es casà amb Nuria Jordana, amb la qual tindrà quatre fills (Ramón, 1956; Nicolás, 1960; Juana, 1961; i Eugenio, 1962).
Juan Benet morí el 5 de gener de 1993, a causa d'un tumor cerebral a la seva casa de Madrid acompanyat per la seva família.

## Activitat política
Cap a 1955 Juan Benet es posa en contacte amb l'Associació Socialista Universitària (ASU), integrada en aquells anys per Miguel Sánchez-Mazas, Víctor Prada, Juan Manuel Kindelán, Francisco Bustelo i Mariano Rubio, entre d'altres. Va ser detingut per primera vegada a Pamplona el març de 1956, juntament amb Luis Martín-Santos, Luis Peña Ganchegui, Alberto Machimbarrena i Vicente Girbau.

## Trajectòria professional
Després de realitzar algunes obres a Suècia, es trasllada a Ponferrada (León), on treballarà als canals de Quereño i Cornatel (1956-1959) i naixerà el seu fill Ramón. En aquesta època comença a estudiar violí, però aviat ho abandona. En 1959 es trasllada a Oviedo, on treballa, fins a 1961, com a enginyer en la doble via de Lugo de Llanera a Villabona i on neix Nicolás.
Es posa a escriure (com escriurà més tard), per distreure les llargues nits de solitud en els paratges on dirigeix les obres de construcció de pantans i d'altres. L'any 1961 publica Nunca llegarás a nada, el seu primer llibre de relats, en una edició pagada pel mateix autor sota el segell editorial de Vicente Giner.
Aquest mateix any es muda a la província de León, on treballarà fins a 1965 en la presa del pantà de Porma —des de 1994 porta el nom d'Embassament Juan Benet; Allí comença també la redacció definitiva de la seva novel·la Volverás a Región.
L'any 1966 torna definitivament a Madrid, integrant-se en la plantilla del llavors Ministeri d'Obres Públiques i Urbanisme, en el qual també treballaven el seu amic Juan García Hortelano i el poeta Ángel González. El mateix any mor en un accident de trànsit, a Orient Mitjà, el seu germà Paco, al que estava molt unit, i publica en la Revista de Occidente el seu assaig La inspiración y el estilo, autèntica declaració del que considera alta literatura i guia de l'estil inconfusible que marca la seva obra.

## Vida literària
Comença a col·laborar en Revista de Occidente, Cuadernos para el Diálogo, Cuadernos Hispanoamericanos i Triunfo. Coneix Dionisio Ridruejo, que l'introdueix als cercles antifranquistes del moment, també fa amistat amb José Ortega Spottorno i Javier Prada, que llavors van engegar la col·lecció de butxaca d'Alianza Editorial i anys després participarien en la fundació del diari El País, i en aquests moments també coneix Jaime Salines Bonmatí, que després seria director literari de la refundada editorial Alfaguara".
A la fi de 1967 publica Volverás a Región, a través d'un contracte amb Edicions Destino, de la qual mai va poder rescatar els drets. La novel·la crea un territori mític, Región, en el qual es desenvoluparan bona part de les seves narracions, a l'estil del seu mestre Faulkner i igual que altres grans escriptors del moment, com García Márquez, Onetti o Juan Rulfo. Volverás a Región, que s'ha convertit en una novel·la de culte, va ser una autèntica "revelació" i fins i tot una "espècie d'esperança" per a Javier Marías i, segons aquest, per a molts altres escriptors de la seva generació "com Azúa, Pere Gimferrer, Eduardo Mendoza, Vicente Molina Foix, Javier Fernández de Castro, Sarrión, Chamorro". Alguns d'aquests autors —Mendoza, Azúa, Gimferrer, i també Fernando Savater i Álvaro Pombo— consideren que es tracta d'un text "fundacional".
L'estil críptic de Benet va ser qualificat per alguns de "literatura incorrecta", però altres, com Dionisio Ridruejo, Carmen Martín Gaite o Rafael Sánchez Ferlosio, consideraven que estaven davant el naixement d'un dels grans autors de la narrativa espanyola.
L'any 1969 obté el Premi Biblioteca Breve amb Una meditación, que va escriure creant un giny, mitjançant un rotllo de paper continu que li impedia tornar sobre el que ja havia escrit. Aquesta novel·la és, a més, una de les primeres espanyoles, si no la primera, en la qual no hi ha un sol punt i a part, alguna cosa que després han generalitzat altres escriptors. En això coincideix amb un altre autor de la seva generació, Thomas Bernhard, al que no coneixia en aquells dies, i amb el qual podria establir-se alguna similitud, no només quant a la seva obra sinó quant a la seva manera d'actuar en societat i d'entendre el caràcter públic de la seva faceta d'escriptor.
Benet es va mostrar contrari a l'estètica i retòrica inherents al realisme i naturalisme vuitcentistes, que personifica Benito Pérez Galdós, i del manteniment d'aquest realisme, sota altres denominacions, en ple segle xx. Com diu John B. Margenot III, "rebutja els principis del realisme social a favor d'una visió estètica fonamentada en els enigmes inherents a l'experiència humana" i "s'aparta dels restringits i desgastats principis del costumbrisme per explorar mitjançant l'estil la zona d'ombres on les idees no es troben del tot perfilades. Per això afirma que el seu art tempteja la frontera entre 'les tenebres que envolten l'àrea il·luminada pel coneixement'". Segons l'autor, no s'ha de confondre la sociologia amb la literatura: 'Yo no creo que la literatura tenga por qué tener una función social, ni debe ser ésa una de las virtudes de la literatura. Si había una literatura, que me parece nefasta, era la literatura que ejercía influencia y que estaba ajustada a la sociedad: tal era la del XIX... Y el hombre de letras ha pedido siempre, como decía Virginia Woolf, un cuarto propio para estar separado de la sociedad y no reclamarla como su audiencia'".
L'obra de Benet al costat de les d'autors com García Márquez, Vargas Llosa i Onetti -el conegut com a «boom» hispanoamericà que esclata també en els anys seixanta-, suposen la renovació de la literatura escrita en espanyol fins llavors. Per aquesta època, publica la seva única traducció coneguda, la de la novel·la This side of paradise de F. Scott Fitzgerald.
La seva activitat literària s'accelera entre 1970 i 1973, en publicar, a més de la novel·la premiada Una meditación, els assajos recollits en Puerta de tierra, un volum que recull totes les seves obres, menys una, de Teatro, les novel·les Un viaje de invierno i La otra casa de Mazón i els llibres de relats Sub rosa i 5 Narraciones y 2 fábulas, aquests quatre últims en l'editorial La Gaya Ciència, fundada per Rosa Regàs.
En 1974 mor la seva dona, i es produeix una pausa involuntària en la seva obra i en les seves relacions personals. Més introvertit que mai, serà en 1976 quan vegi la llum Qué fue la guerra civil, un dels assajos més citats pels historiadors estrangers que han estudiat aquest conflicte. Viatja a la Xina i dona conferències als Estats Units, alhora que publica dos llibres que participen de l'assaig i la narració entesa a la manera benetiana: El ángel del señor abandona a Tobías i Del pozo y del Numa.
Des de 1976 va col·laborar en l'El País amb articles que de vegades van aixecar polèmiques, com també les aixecaran algunes de les seves participacions en programes de la llavors única Televisió Espanyola. Com a botó de mostra de les seves opinions polèmiques, aquesta cita:"De todos los escritores que has mencionado antes, pues no es que sean odios míos; no me gustan por lo general ni Lezama Lima ni demasiado Borges; pero es que Dostoievski me parece infinitamente inferior a todos ellos, es que me parece una larva como escritor, pues no sé, algo así como el Juan de Orduña del alma humana. Un escritor que del alma humana no sabía nada, más que exageraciones". Alguns d'aquests textos van ser recollits en el volum Artículos I, l'any 1983, deixant els seus assajos més extensos per a llibres com En ciernes, Sobre la incertidumbre i La moviola de Eurípides.
En els anys vuitanta recorre Espanya amb el seu amic Juan García Hortelano donant xerrades carregades d'humor.
Saúl ante Samuel, obra complexa i genial, de reminiscències bíbliques i clàssiques, apareix l'any 1980. Aquesta novel·la marca una fita en el seu desenvolupament estètic: 
| « | Por supuesto que, para mí, Saúl ante Samuel significa la culminación de todo un proceso. Son siete años de trabajo en esa novela; no seguidos, naturalmente, sino interrumpidos de forma temporal por otros libros. Era tan costosa la elaboración de este trabajo que, en el transcurso de esos años, llegué a publicar varios para distraerme, como acompañamiento del navío importante de la flota. Lo que sí puedo asegurarte es que ya nunca más haré un libro de esta envergadura. Ni lo superaré, ni le dedicaré jamás tanto esfuerzo a una novela. Es enormemente comprimida, recoge no sólo la experiencia de esos siete años, sino toda una fase intelectual de muchos más. | » |

La freda i dispersa recepció crítica d'aquesta obra, unida a una aposta amb els seus amics, explica en part l'aparició de El aire de un crimen, novel·la policíaca escrita en un mes, que va quedar finalista del Premi Planeta l'any 1980. Així Benet dona a entendre que pot escriure un bestseller assequible a un ampli públic lector. Novel·la de misteri i enigmes malgrat la seva transparència estilística, El aire de un crimen es distingeix per ser el seu llibre més venut: més de 100.000 exemplars".  Nou anys després el director Antonio Isasi portarà la novel·la de Benet al cinema.
Tres anys després apareix el primer volum de Herrumbrosas lanzas, que continuarà en 1985 —any en què contreu matrimoni amb la poetessa Blanca Andreu— i 1986. Es tracta d'una obra inacabada en la qual aixeca un mapa geogràfic, personal i social del seu territori narratiu, Región.
La influència de William Faulkner es fa evident en els seus textos, a més de les d'Euclides da Cunha, James George Frazer, Henry James, Herman Melville, Franz Kafka, Samuel Beckett, Flavio Josefo, José de Sigüenza, alguns altres autors de l'antiguitat clàssica (com els historiadors romans), la bibliografia de la guerra civil espanyola, i en general la bibliografia bèl·lica, i els texts bíblics.

Mentre crea la seva pròpia empresa d'enginyeria, publica la novel·la En la penumbra en 1989. Els anys 1990 i 1991 lliurarà les seves dues últimes obres, l'assaig La construcción de la torre de Babel i El caballero de Sajonia. 
Benet va morir sense haver rebut cap dels grans premis de les lletres espanyoles del moment. Els seus guardons literaris van ser només dos: el Biblioteca Breve l'any 1969 i el Premi de la Crítica 1984 pel primer volum de Herrumbrosas lanzas. Tampoc va aconseguir una plaça en la Reial Acadèmia Espanyola, a la qual va ser presentat solament una vegada, en 1983, perdent la votació enfront d'Elena Quiroga.
Reconegut en l'actualitat com un dels més grans escriptors del segle xx, The Times del 18 de gener de 1993 el compararà amb Marcel Proust a França, James Joyce a Irlanda i William Faulkner als Estats Units.
El seu magisteri literari és recognoscible en nombrosos autors contemporanis i posteriors a ell, fonamentalment en Vicente Molina Foix, Félix de Azúa i Javier Marías.

## Obres

### Novel·les
- Volverás a Región (Destino. Barcelona, 1967)
- Una meditación (Seix-Barral, Barcelona, 1970)
- Una tumba (con fotografías de Colita) (Lumen, Barcelona, 1971)
- Un viaje de invierno (La Gaya Ciencia, Barcelona, 1972)
- La otra casa de Mazón (Seix-Barral, Barcelona, 1973)
- En el Estado (Alfaguara, Madrid, 1977)
- Saúl ante Samuel (La Gaya Ciencia, Barcelona, 1980)
- El aire de un crimen (Planeta, Barcelona, 1980)
- Herrumbrosas lanzas I (Alfaguara, Madrid, 1983)
- Herrumbrosas lanzas II (Alfaguara, Madrid, 1985)
- Herrumbrosas lanzas III (Alfaguara, Madrid, 1986)
- En la penumbra (Alfaguara, Madrid, 1989)
- El caballero de Sajonia (Planeta, Barcelona,1991)

### Relats
- Nunca llegarás a nada (Tebas, Madrid, 1961)
- 5 Narraciones y 2 fábulas (La Gaya Ciencia, Barcelona, 1972)
- Sub rosa (La Gaya Ciencia, Barcelona, 1973)
- Cuentos completos I y II (Alianza, Madrid, 1977 y 1981, respectivamente)
- Trece fábulas y media (con ilustraciones de Emma Cohen) (Alfaguara, Madrid, 1981)

### Assajos i Articles
- La inspiración y el estilo (Revista de Occidente, Madrid, 1966)
- Puerta de tierra (Seix-Barral, Barcelona, 1970)
- El ángel del señor abandona a Tobias (La Gaya Ciencia, Barcelona, 1976)
- Qué fue la guerra civil (La Gaya Ciencia, Barcelona, 1976)
- En ciernes (Taurus, Madrid, 1976)
- Del pozo y del Numa (La Gaya Ciencia, Barcelona, 1978)
- La moviola de Eurípides (Taurus, Madrid, 1981)
- Sobre la incertidumbre (Ariel, Barcelona, 1982)
- Artículos I (Libertarias, Madrid, 1983)
- El agua en España (Lunweg, Madrid, 1986)
- Otoño en Madrid hacia 1950 (Alianza, Madrid, 1987)
- Londres victoriano (Planeta, Barcelona, 1989)
- La construcción de la torre de Babel (Siruela, Madrid, 1990)

### Teatre
- Max (1953)
- Anastas o el origen de la Constitución (1958), montada por el grupo Troula en el Círculo de Bellas Artes de Madrid, 1980.
- Agonía confutans (1966)
- Un caso de conciencia (1967) Teatro (Madrid: Siglo XXI, 1971). Incluye las tres anteriores.
- Beckettiana (1991, adaptación de cuatro piezas de Samuel Beckett: Nana, Monólogo, Impromptu de Ohío y Yo no), estrenadas por el CDN en el teatro María Guerrero.

### Llibres pòstums
- Prosas civiles (M.O.P.O., Madrid, 1994; amb assajos i dibuixos sobre obres d'enginyeria)
- Páginas impares ((Alfaguara, Madrid, 1996; antologia d'articles)
- Cartografía personal (Quatre edicions, Valladolid, 1997; recopilació inèdita d'entrevistes)
- Herrumbrosas lanzas (Alfaguara, Madrid, 1998; edició en un sol volum, amb una part IV, inèdita)
- Una biografía literaria (Quatre edicions, Valladolid, 2007; recopilació inèdita d'articles de literatura estrangera)
- Infidelidad del regreso (Quatre edicions, Valladolid, 2007; recopilació inèdita, i paral·lela, d'articles de literatura espanyola)
- Si yo fuera presidente. La hidráulica como solución a las necesidades hídricas (Col·legi d'Enginyers, Murcia, 2009)
- La sombra de la guerra: escritos sobre La Guerra Civil española, Taurus, 1999
- Teatro completo (Segle XXI, Madrid, 2010), pròleg de V. Molina Foix
- Variaciones sobre un tema romántico /Lumen, 2011), 5 contes (d'ells, 4 inèdits)
- Ensayos de incertidumbre, selecció d'Ignacio Echevarría (Lumen, 2011)
- Carmen Martín Gaite i Juan Benet, Correspondencia (Galàxia Gutenberg/Cercle de Lectors, 2011)